# 박경석 (군인)
박경석(朴慶錫, 1933년 1월 26일~)은 대한민국의 군인 출신 정치인이다. 작가로도 활동했다.
본관은 밀양(密陽)이며 일제강점기 충청남도 연기군 조치원읍에서 2남 6녀 중 삼남이자 막내로 출생하였다.

## 경력

### 주요 이력
- 1950년 육군종합학교 2기로 육군 소위 임관.
- 1950년 육군 수도사단 예하 보병장교.
- 1951년 육군 제9사단 예하 포병장교(1951년 7월).
- 1951년 육군 제9사단 제30연대 예하 소대장(1951년 8월).
- 1951년 육군 제9사단 보병장교(1951년 9월).
- 1951년 육군 중위 보임(1951년 10월).
- 1956년 육군사관학교 생도 2기 명예 문학 학사 졸업.
- 1956년 육군 대위 보임(1956년 2월).
- 1956년 육군 제9사단 작전장교.
- 1959년 육군 제9사단 제30연대 예하 보병중대장 및 육군 대위 시절 수주 변영로 작가의 추천을 받아 《등불》이라는 시집을 발표하여 시인으로 첫 입문.
- 1961년 장편 소설 《녹슨 훈장》을 발표하여 소설가로 첫 입문.
- 1963년 육군 제9사단 제30연대 예하 보병중대장 재직시 육군 소령 진급.
- 1965년 육군 제1사단 예하 제15연대 제2대대장 보임과 동시에 육군 중령 진급.
- 1966년 육군 제1사단 인사참모.
- 1967년 육군 제1사단 작전참모.
- 1968년 육군대학 교수.
- 1969년 육군 수도사단 제1연대 예하 보병 대대장.
- 1970년 육군 제28사단 참모장 보임과 동시에 육군 대령 진급.
- 1973년 국방부 인사과 과장.
- 1974년 육군 제1사단 제12연대장.
- 1975년 육군 제1사단 제12연대장 재직 시에 육군 준장 진급.
- 1976년 육군 제6사단 작전과 과장.
- 1977년 육군 제6사단 부사단장.
- 1979년 육군 제1군단 참모장.
- 1979년 육군 제3군사령부 기획처 처장.
- 1979년 육군 제3군사령부 인사처 처장.
- 1980년 육군본부 인사참모부 차장.
- 1981년 예비역 육군 준장 예편.

## 작품

### 수필
- 십구번도로,대영사,1965
- 그대와 나의 유산,창우사,1967
- 在求大隊(재구대대),병학사,1982
- 어려운 선택,독서신문사,1987
- 미국은 우리에게 무엇인가,서문당,1990
- 빛바랜 훈장(군사에세이집),홍익출판사,2001
- 빛 바랜 훈장(군사 에세이-중보판),홍익출판사,2001

### 소설
- 녹슨 훈장(장편),대영사,1961
- 오성 장군 김홍일(장편),서문당,1984
- 그날(대하실록소설) - 동방문화원,1985
- 별(장편소설) - 독서신문사,1986
- 묵시의 땅(장편소설) - 홍익출판사,1987
- 나의 기도가 하늘에 닿을 때까지(장편) - 홍익출판사,1987
- 따이한(대하실록소설) - 동방문화원,1987
- 영웅들(장편) - 독서신문사,1988
- 육군종합학교(실록전쟁소설),서문당,1990
- 행복의 계절(장편) - 팔복원,1992
- 서울학도의용군(실록소설) - 서문당,1995
- 육사 생도 2기(실록소설) - 홍익출판사,2000
- 전쟁 영웅 채명신 장군 (실록소설) - 팔복원,2018

### 시집
- 제1시집 등불,대영사,1959
- 제2시집 한강은 흐른다,병학사,1983
- 제3시집 꽃이여 사랑이여,서문당,1984
- 제4시집 나의 찬가,병학사,1985
- 제5시집 어머니인 내 나라를 향하여,거목,1986
- 제6시집 그리움에 타오르면서,서문당,1986
- 제7시집 별처럼 빛처럼,홍익출판사,1987
- 제8시집 시인의 눈물로,홍익출판사,1987
- 제9시집 기도속의 새벽빛이,한멋사,1988
- 제10시집 격정시대,홍익출판사,1988
- 제11시집 그대 가슴속 별로 뜨리라,한멋사,1988
- 제12시집 사랑으로 말미암아,홍익출판사,1989
- 제13시집 좋은 이의 이름은,해외로 가는 길,1990
- 제14시집 행복피는 꽃밭,서문당,1991
- 제15시집 사랑이 지핀 불꽃 재우며,서문당,1991
- 제16시집 눈물갈채,서문당,1992
- 제17시집 상록수에 흐르는 바람,팔복원,1994
- 제18시집 부치지 못한 편지,서문당,1995
- 제19시집 꽃처럼,팔복원,1997
- 이런날 문득 새이고 싶다(시선집),서문당,1999
- 제21시집 흑장미 2012 한용출판사

### 저술
- 지휘관의 사생관(군교재),병학사,1978
- 지휘관의 조건(군교재),병학사,1981
- 지휘관의 역사관(군교재),병학사,1982
- 실록 육사 생도 2기(국군사실록),홍익출판사,2000

### 평전
- 불후의 명장 채명신,팔복원,2014.2

## 논저

### 논문
- 지휘관의 사생관
- 지휘관의 조건
- 지휘관의 역사관

## 가족 관계
- 큰형: 박규석
- 작은형 박영석